# Diriangén Fútbol Club
Il Diriangén Fùtbol Club, meglio conosciuto come Diriangén, è una società calcistica Nicaragua con sede nella città di Diriamba. Milita nella Primera División de Nicaragua, la massima divisione del campionato nicaraguense.
La squadra ha vinto per ventisette volte il campionato e per due volte la coppa nazionale.

## Storia
Fondato nel 1917, il Diriangén ha vinto un totale di 27 titoli nazionali, almeno uno ogni decennio dagli anni '40. È anche l'unico club in Nicaragua ad aver gareggiato in ogni stagione della massima serie. Come risultato di questo successo, il club è associato al motto "Diriangén no tuvo infancia, porque nació grande" ("Diriangen non ha mai avuto un'infanzia perché è nato grande") ".
L'era più forte di Diriangén risale agli anni '40, quando vinsero sei campionati consecutivi (1940-1945). Vinsero un settimo campionato nel 1949 e sollevarono la corona tre volte negli anni '50 (1953, 1956 e 1959). Una lunga assenza di titoli seguì negli anni '60, ma il club colse la vittoria di due titoli consecutivi nel 1969-1970 e di nuovo nel 1974.
Gli anni '80 hanno visto un ritorno dei giorni di gloria passati. Hanno  aperto il decennio con una tripletta, 1981, 1982 e 1983, oltre ai campionati vinti nel 1987 e nel 1989. Gli anni '90 sono stati simili: una tripletta dal 1994 al 1997, seguita da una vittoria nel 1999-2000. Tuttavia, gli anni 2000 non sono andati altrettanto bene. Sebbene il Diriangén sia riuscito a vincere il campionato nel 2004-2005 e nel 2005-2006, la vera potenza in Nicaragua è diventata il Real Esteli, vincitori di tredici campionati in 16 anni.
Nel frattempo, il Diriangén è rimasto a secco di titoli per tredici anni. Finalmente nel 2018 si interrompe il digiuno con la vittoria della Clausura 2018.
Il club ha festeggiato i suoi 100 anni nel 2017.

## Colori e simboli

### Colori
I colori della maglia del Diriangén sono il bianco ed il nero.

## Strutture

### Stadio
La sede ufficiale del Diriangén è lo stadio "Cacique Diriangén" con una capacità di 7000 tifosi. Inaugurato ufficialmente sotto il mandato del presidente della Repubblica Violeta Barrios de Chamorro nel 1992. È costruito su quelli che erano 6 campi da calcio del "Diriamba Pedagogical Institute".
Il campo da gioco ha le misure (102 × 65 m) richieste non solo per le partite di prima divisione ma per le partite internazionali, una caratteristica che è stata per molti anni unica per le partite ufficiali a livello di squadra e nazionale nelle sue varie categorie.
Attualmente è in buono stato di conservazione, il suo utilizzo è regolarmente ridotto ai giochi delle squadre di Diriamba che partecipano alla prima divisione nazionale (maschile e femminile).
Dato il cattivo stato degli altri campi, in questo stadio si giocano le fasi finali delle altre categorie.

## Palmares
- Primera División de Nicaragua[2] (32): 1940, 1941, 1942, 1943, 1944, 1945, 1949, 1953, 1956, 1959, 1969, 1970, 1974, 1981, 1982, 1983, 1987, 1989, 1992, 1994-95, 1995-96, 1996-97, 1999-00, Ap. 2004, Cl. 2005, 2005-06, Clausura 2018, Clausura 2021, Apertura 2021, Clausura 2022, Apertura 2023, Clausura 2024
- Copa de Nicaragua[3] (3): 1996, 1997, 2020

## Organico

### Rosa 2020-2021
| N. |                      | Ruolo | Calciatore              |
| -- | -------------------- | ----- | ----------------------- |
| 1  | Nicaragua (bandiera) | P     | Yair Espinoza           |
| 25 | Nicaragua (bandiera) | P     | Ronaldo Espinoza        |
| 31 | Nicaragua (bandiera) | P     | Jazzerth Valenzuela     |
| 5  | Nicaragua (bandiera) | D     | Erick Téllez (capitano) |
| 6  | Nicaragua (bandiera) | D     | Bismark Montiel         |
| 13 | Nicaragua (bandiera) | D     | Peter Alonso            |
| 15 | Nicaragua (bandiera) | D     | David Jarquin           |
| 17 | Nicaragua (bandiera) | D     | Kevin González          |
| 18 | Nicaragua (bandiera) | D     | Elvin Hernández         |
| 27 | Nicaragua (bandiera) | D     | Marvin Fletes           |
| 2  | Nicaragua (bandiera) | C     | Bryant Román            |
| 4  | Nicaragua (bandiera) | C     | Jason Coronel           |

| N. |                       | Ruolo | Calciatore                     |
| -- | --------------------- | ----- | ------------------------------ |
| 10 | Nicaragua (bandiera)  | C     | Víctor Parrales (Vicecapitano) |
| 11 | Nicaragua (bandiera)  | C     | Danilo Zúñiga                  |
| 14 | Colombia (bandiera)   | C     | Jorge Vargas                   |
| 21 | Nicaragua (bandiera)  | C     | Engel Balladares               |
| 22 | Nicaragua (bandiera)  | C     | Cyril Errington                |
| 24 | Costa Rica (bandiera) | C     | Sebastián Barquero             |
| 7  | Nicaragua (bandiera)  | A     | Danilo Zúñiga                  |
| 8  | Uruguay (bandiera)    | A     | Bernardo Laureiro              |
| 9  | Nicaragua (bandiera)  | A     | Luis Coronel                   |
| 23 | Nicaragua (bandiera)  | A     | Jonathan Zapata                |
| 77 | Nicaragua (bandiera)  | A     | Abner Acuña                    |